# Urla in favore di Sade
Urla in favore di Sade (Lingua francese:Hurlements en faveur de Sade) è un film d'avanguardia francese del 1952 diretto da Guy Debord. Privo di qualsiasi immagine, il film è uno dei primi lavori del cinema lettrista.

## Trama
Il film è composto da sequenze alternate di luce e schermo nero. Non compare altra immagine. Durante il buio, lo schermo rimane muto, mentre quando diviene luminoso vengono recitati in modo monotono ritagli di giornale, testi legali e citazioni di varia provenienza.